# 유도된 수요

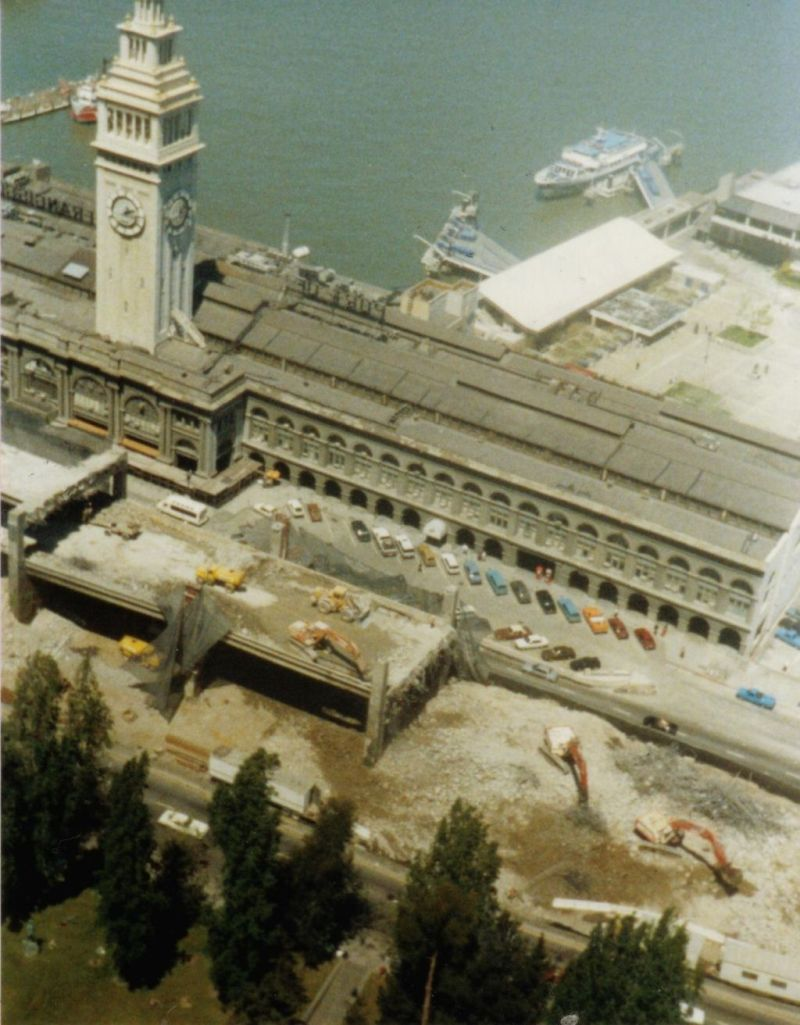

유도된 수요는 공급이 증대된 이후 이에 따라 수요가 증가하는 현상을 의미한다. 이는 경제학에서 다뤄지는 수요·공급이론과 일치하는 것이다. 하지만 이 아이디어는 교통 시스템의 확충에 대한 논쟁에서 중요하게 다루어지게 되었으며, 때로는 간선도로망과 같은 도로의 확충에 반대하는 논거로 사용되기도 한다. 이 현상은 도시의 확산(sprawl)에 기여한 요소 가운데 하나로 간주되기도 한다.

## 같이 보기
- 세의 법칙
- 수요·공급이론
- 루이스-모그리지 명제
- 브라에스의 역설
- 다운스-톰슨의 역설
- 대중교통 중심 개발
- 혼잡통행료